# South Boston (Virginia)
South Boston is een plaats (town) in de Amerikaanse staat Virginia, en valt bestuurlijk gezien onder Halifax County.

## Demografie
Bij de volkstelling in 2000 werd het aantal inwoners vastgesteld op 8491.
In 2006 is het aantal inwoners door het United States Census Bureau geschat op 8064, een daling van 427 (-5.0%).

## Geografie
Volgens het United States Census Bureau beslaat de plaats een oppervlakte van
31,8 km², waarvan 31,7 km² land en 0,1 km² water. South Boston ligt op ongeveer 105 m boven zeeniveau.

## Plaatsen in de nabije omgeving
De onderstaande figuur toont nabijgelegen plaatsen in een straal van 36 km rond South Boston.

## Geboren
- Greg Vanney (1974), voetballer en voetbaltrainer